# 賴楷璿
賴楷璿（英語：Shawn Lai，1993年8月4日—）是臺灣電影導演。臺灣臺中市出生，紐約電影學院電影製作研究所畢業。代表電影作品有2020年執導《The World I See》、2021年執導《將會遇見的你》。曾入圍英國羅德島國際電影節、美國休士頓國際影視展最佳奇幻短片單元、第七屆上海We愛短片大賽獲得最佳優秀作品獎。
賴楷璿導演的創作風格多為奇幻的童話寓言故事類型。

## 導演作品

### 電影短片
| 年份   | 作品名稱        | 產地 | 職位         | 創作類型     |
| ------ | --------------- | ---- | ------------ | ------------ |
| 2020年 | The World I See | 美國 | 導演、編劇   | 奇幻寓言故事 |
| 2021年 | 將會遇見的你    | 臺灣 | 導演、製片人 | 奇幻鄉土故事 |

## 外部連結
- 賴楷璿的IMDb網站資料